# Uozu
Uozu (Japans: 魚津市, Uozu-shi) is een stad in de prefectuur Toyama op het eiland Honshu in Japan. De stad heeft een oppervlakte van 200,63 km² en eind 2008 bijna 46.000 inwoners. De stad is bekend om zijn stadsdialect.
De hoogste bergen in Uozu zijn de Sōgadake en de Kekachiyama; het hoogste punt is 2.414 m. Door dit verval stromen diverse snelle rivieren door Uozu: de Fuse, de Katakai, de Kado en de Hayatsuki.

## Geschiedenis
Rond 1394 werd goud ontdekt in de bergen van Uozu, hetgeen leidde tot een toestroom van mensen naar de regio rond het kasteel Matsukura. Na de vernietiging van dit kasteel werd rond het kasteel Uozu een nieuw centrum gebouwd.
In 1582 werd er heftig gevochten rond kasteel Uozu tussen het leger van de lokale heer, Uesugi Kenshin, en dat van Oda Nobunaga. Uesugi had 4.000 soldaten en wist zich gedurende drie maanden staande te houden tegen een overmacht van 40.000 man, voordat zij het kasteel overgaven en zelfmoord pleegden. Ironisch genoeg ontvingen de overwinnaars kort daarna het bericht van de aanslag op Oda en moesten het net veroverde kasteel opgeven en zich terugtrekken.
In 1918 begonnen de onlusten over de gestegen rijstprijzen in de haven van Uozu. Deze onlusten verspreidden zich over het gehele land en leidde tot het ontslag van het kabinet Terauchi.
Uozu werd een stad (shi) op 1 april 1952.
In 1956 werden vele gebouwen in Uozu verwoest of beschadigd door een grote brand.

## Bezienswaardigheden

### De drie mysteries van Uozu
Uozu staat bekend om drie mysterieuze fenomenen: de voorjaarsluchtspiegeling (蜃気楼, shinkirou), de vuurvlieginktvis (ホタルイカ, hotaruika) en het begraven woud (埋没林).
De luchtspiegeling wordt vooral gezien in het voorjaar op warme, zonnige, windstille dagen van april tot juni. Lichtbreking op de grens tussen koude lucht vlak boven het water en de warme luchtlaag daarboven lijken objecten op afstand verticaal uit te rekken. In uitzonderlijke gevallen is een afbeelding op zijn kop boven het object zichtbaar.
In de vroege ochtend tussen eind maart en begin juni komen de vrouwtjes van de Watasenia scintillans, een tot 8 cm lange inktvis die normaal op 200 tot 400m diepte leeft, naar de oppervlakte om hun eieren los te laten. De bioluminescente delen van het lichaam geven een blauw-wit schijnsel af.
Een bos van Japanse ceders (sugi) aan de kust werd 2000 jaar geleden gedeeltelijk begraven zodat alleen de stammen bewaard zijn gebleven. Dergelijke stammen zijn te zien in het museum van Uozu (埋没林博物館).

### Toeristische plaatsen
- Aquarium (水族館)
- Mirage Land Amusementspark (ミラージュランド) met een groot reuzenrad,
- Kintarō Hot Springs (金太郎温泉)
- Ariso Dome Gymnasium (ありそドーム)
- Niikawa Culture Hall (新川文化ホール)
- het Uozu Historisch Folkloristisch Museum (魚津歴史民俗博物館)
- de historische locatie van de Komesōdō Rijstonlusten (米騒動) in 1918
- Dousugi (reusachtige holle sugi in de bergen)
- Ikejiri meer (池尻の池)
- de Don watervallen (平沢沌滝)
- de restanten van de goudmijnen en kastelen in de bergen.

## Verkeer
Uozu ligt aan de Hokuriku-hoofdlijn en de Takayama-hoofdlijn van de West Japan Railway Company en aan de Toyama Chihō-hoofdlijn van de Toyama Chihō Spoorwegen.
Uozu ligt aan de Hokuriku-autosnelweg en aan nationale autoweg 8.

## Stedenband
Uozu heeft een stedenband met
- Chiang Mai, Thailand, sinds 8 augustus 1989

## Aangrenzende steden
- Kurobe
- Namerikawa